# Ylang-Ylang
Ylang-Ylang (Cananga odorata) ist eine Pflanzenart aus der Familie der Annonengewächse (Annonaceae). Der Name wird sowohl für die ganze Pflanze als auch für ihre Blüten verwendet, aus denen das Ylang-Ylang-Öl gewonnen wird.
Sehr ähnlich duftende Blüten besitzt auch der Falsche oder Kletternde Ylang-Ylang, manchmal auch Ylang-Ylang-Wein genannt (Artabotrys hexapetalus); dieser ist aber kein Baum, sondern eine Kletterpflanze.

## Beschreibung

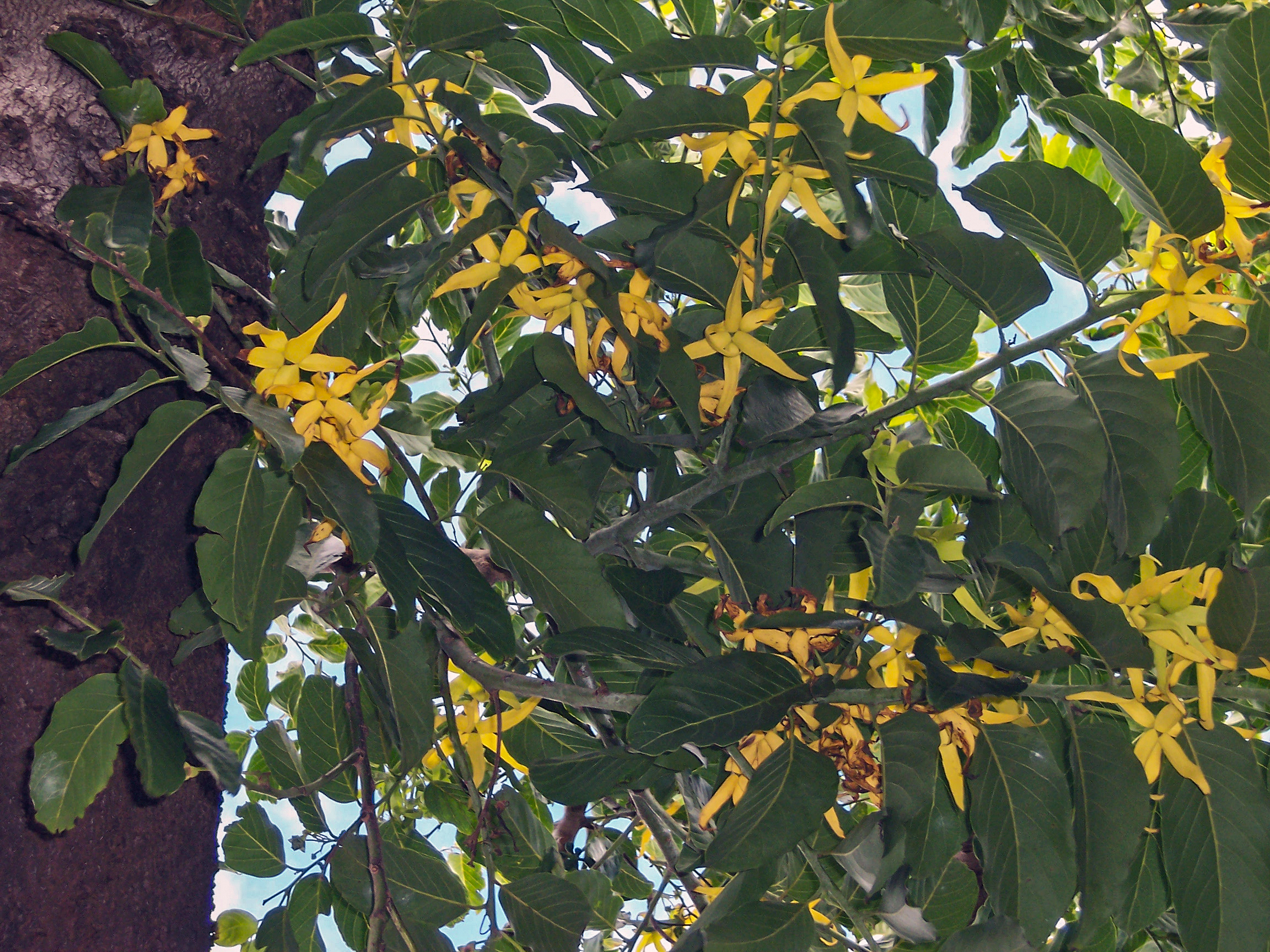
Stamm mit Zweigen und Blüten von Cananga odorata

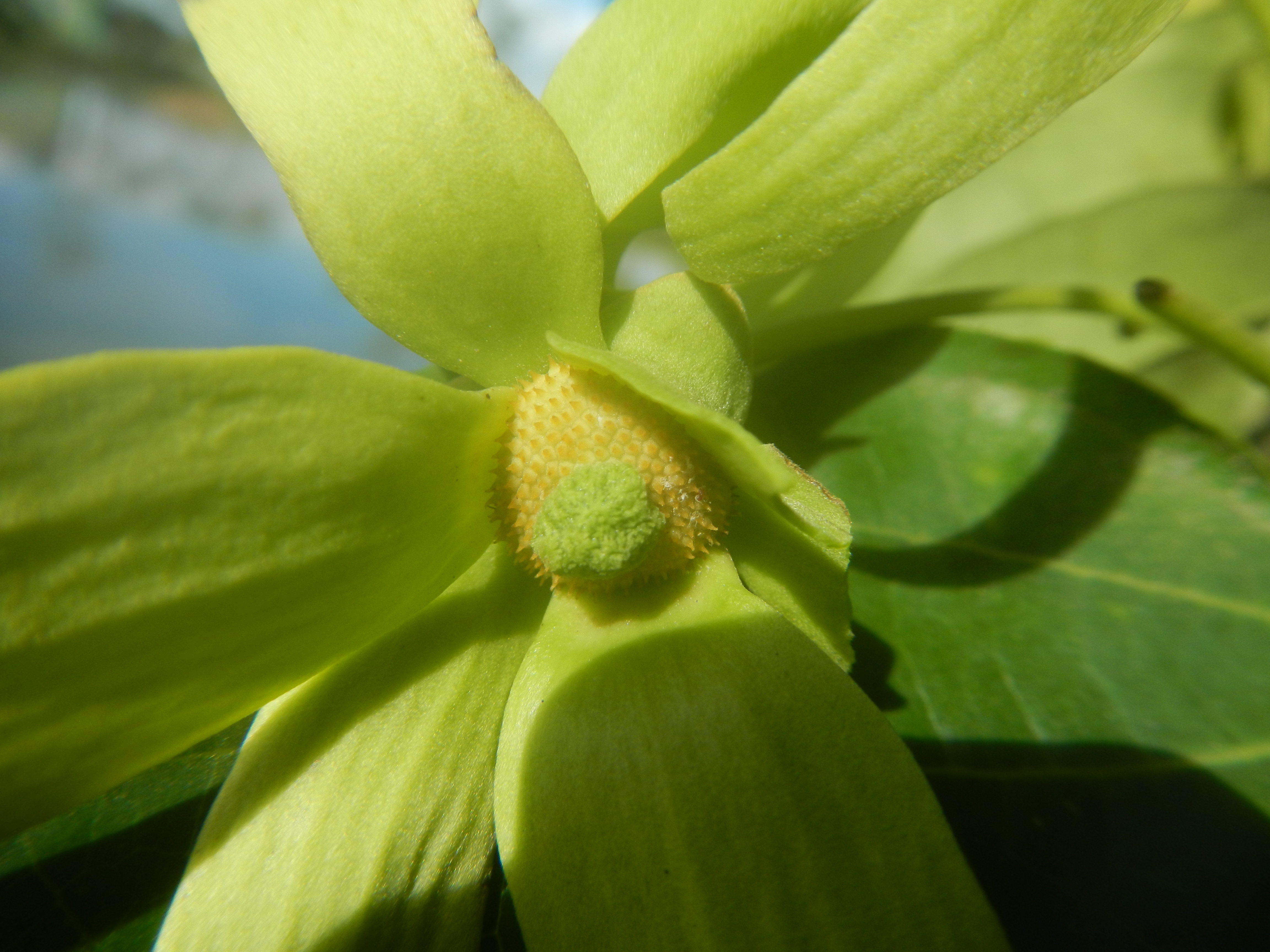
Cananga odorata, Blüte

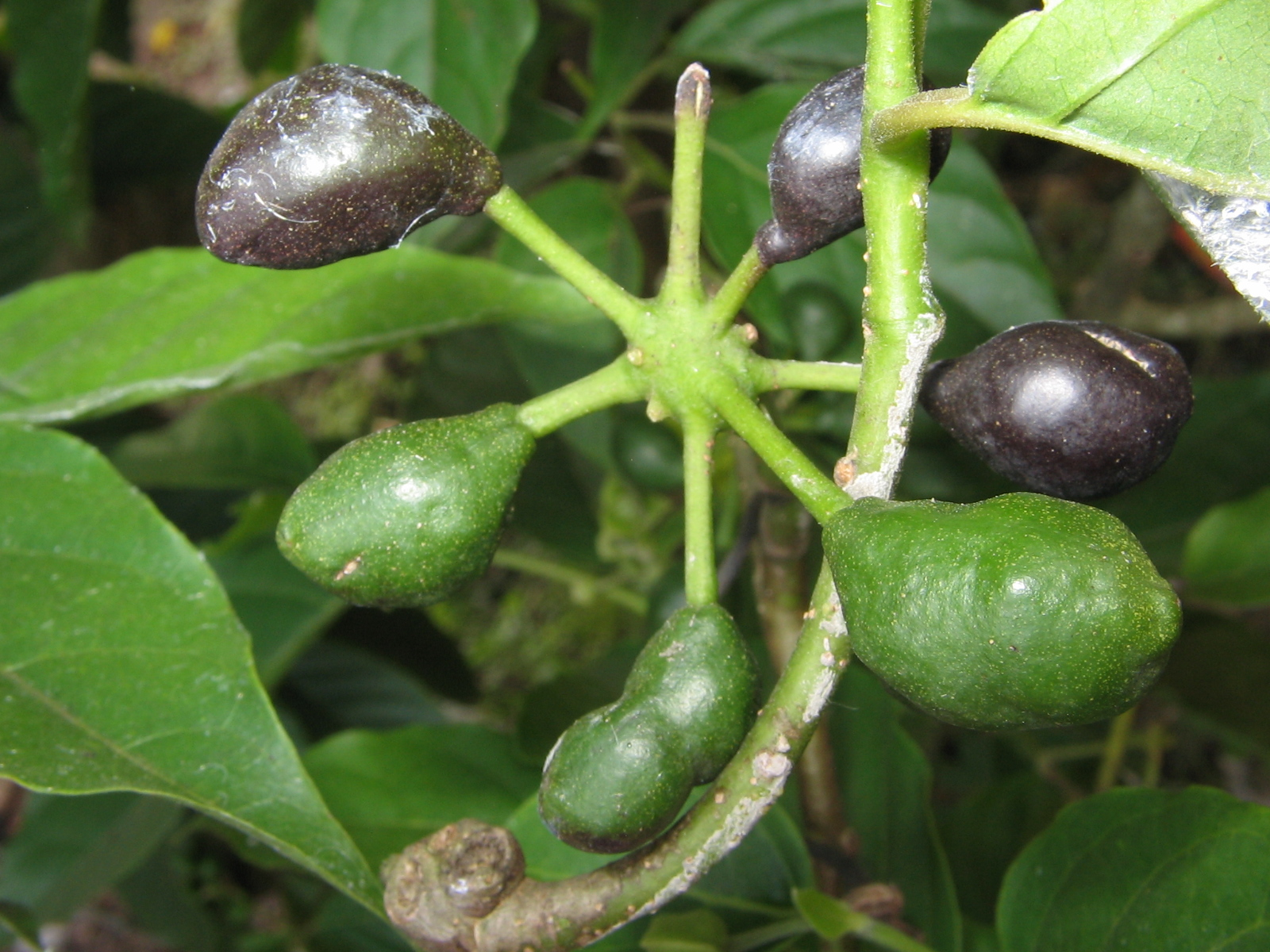
Früchte von Cananga odorata

### Vegetative Merkmale
Ylang-Ylang ist eine immergrüne Pflanze, sie wächst relativ schnell zu einem Baum mit einer Höhe von bis zu 25 Metern heran. Die Rinde ist im jungen Alter glatt, im Alter dagegen rau und rissig, leicht- bis dunkelbraun oder gräulich-silbrig.
Die wechselständigen, elliptisch bis eiförmigen, eilanzettlichen, glänzenden und kurz gestielten Blätter sind 9–23 × 4–14 Zentimeter groß und zugespitzt bis spitz. Die ganzen Blattränder sind oft gewellt. Der Blattgrund ist abgerundet bis stumpf und öfters ungleich, teils leicht herzförmig. Die Blätter sind oft entlang der Zweige so angeordnet, dass sie wie ein einzelnes gefiedertes Blatt erscheinen. Die Blattnervatur ist schräg parallel-vorwärts gefiedert.

### Generative Merkmale
Cananga odorate ist vorweiblich, protogyn. Die ein bis vielblütigen, kurzgestielten doldigen Blütenstände erscheinen oft blattachselständig entlang der Zweige und Äste. Es sind kleine abfallende Deckblätter vorhanden. Die zwittrigen Blüten mit feinhaarigen und meist langen Stielen sind herabhängend. Es sind drei kleine, feinhaarige, (breit)eiförmige und spitze, zurückgebogene Kelchblätter vorhanden. Die sechs herabhängenden, oft rundgebogen oder verdrehten und ei- bis lineal-lanzettlichen, 5–8 Zentimeter langen, inneren Blütenhüllblätter stehen in zwei Kreisen und sind gelblich-grün bis gelb. Die Blüten verströmen einen intensiven süßen Duft. Es sind viele kleine Staubblätter mit spitzen Antheren zu einer dreieck- und polsterförmigen Einheit verschmolzen, zusammenstehend, in der Mitte sind die oberständigen und verwachsenen, zusammenstehenden, etwas längeren, einzelnen Stempel. Die Antheren sind orange-gelb, mit rötlicher Spitze. Die Griffel sind konvex, die einzelnen, federigen und grünen Narben verwachsen, verschmelzen in der Anthese zu einem kugeligen Gebilde. Die Bestäubung geschieht durch Nachtschwärmer und Käfer.
Es werden kleine, olivenähnliche, etwa 1,5–2,3 Zentimeter lange, glatte, mehrsamige (2 bis 12) und schwärzliche, eiförmige bis ellipsoide, gestielte Beeren gebildet. Es stehen bis zu (6–12)20 in einer doldigen Sammelfrucht zusammen. Die Samen sind in zwei Reihen in einem weißlich-grünlichen und öligen, geschmacklosen Mesokarp eingebettet. Die narbigen, harten, bis 6–8 Millimeter großen Samen sind abgeflacht, orange-bräunlich und rundlich bis elliptisch.
Die Chromosomenzahl beträgt 2n = 16.

## Vorkommen
Ylang-Ylang stammt ursprünglich von den Philippinen und aus Indonesien. Heute wird er jedoch auch in Madagaskar, Sumatra, Haiti, Java, den Komoren und Sansibar zur Gewinnung des Ylang-Ylang-Öls kultiviert. Sein ursprüngliches Verbreitungsgebiet umfasst Papua-Neuguinea, Myanmar, Thailand, Kambodscha, Laos, Vietnam, Malaysia, die Philippinen und Indonesien.

## Nutzung
Aus den großen Blüten, die täglich geerntet werden können und schnell verarbeitet werden müssen, gewinnt man das ätherische Ylang-Ylang-Öl. Durch weiteres Destillieren kann auch das Canangaöl produziert werden (nur die höheren Fraktionen oder auch das Gesamtdestillat). In Asien finden Blüten und Öl auch Anwendung in der Volksmedizin. Das Holz eignet sich zum Bau von kleinen Booten, Trommeln, Hausgerät und Kisten sowie zum Schnitzen.